# Mark Prager Lindo
Pour les articles homonymes, voir Lindo.
Mark Prager Lindo, né le 18 septembre 1819 à Londres et mort le 9 mars 1879 à La Haye, est un prosateur néerlandais d'origine  anglaise.

## Biographie
Mark Prager Lindo naît le 18 septembre 1819 à Londres. Il se rend en Hollande à l'âge de dix-neuf ans et, une fois établi dans ce pays comme professeur particulier de langue anglaise, il décide rapidement d'y rester. En 1842, il passe son examen à Arnhem, ce qui lui permet de devenir professeur d'anglais en Hollande, puis d'enseigner la langue et la littérature anglaises au gymnasium de cette ville. En 1853, il est nommé à un poste similaire à l'Académie militaire royale de Breda. Entre-temps, Mark Prager Lindo a acquis une connaissance approfondie de la langue néerlandaise, en partie pendant ses années d'études à l'université d'Utrecht, où il obtient en 1854 le titre de docteur en littérature. Sa maîtrise des deux langues l'amène à traduire en néerlandais plusieurs œuvres de Charles Dickens, William Makepeace Thackeray et d'autres, puis de Henry Fielding, Laurence Sterne et Walter Scott. Certaines de ses traductions portent l'empreinte d'un travail hâtif et négligent, et toutes sont de qualité très inégale.

### Carrière littéraire
Son nom est beaucoup plus susceptible de perdurer en tant qu'auteur de sketches et de romans courts en néerlandais, qu'il publie sous le pseudonyme de De Oude Herr Smits ("Le vieux monsieur Smits"). Parmi les plus populaires, citons : Brieven en Ontboezemingen (Lettres et confessions, 1853, avec trois Continuations) ; Familie van Ons ("Famille des nôtres", 1855) ; Bekentenissen eener Jonge Dame (Confessions d'une jeune femme, 1858) ; Uittreksels uit het Dagboek van Wijlen den Heer Janus Snor (Extraits du journal de feu M. Janus Snor, 1865) ; Typen (Types, 1871) ; et, en particulier, Afdrukken van Indrukken (Impressions à partir d'impressions, 1854, réimprimé à plusieurs reprises). Ce dernier ouvrage a été écrit en collaboration avec Lodewyk Mulder, qui a contribué à certaines de ses fantaisies les plus drolatiques sur la vie et le caractère néerlandais, et qui, pour cette raison, sont presque intraduisibles.
Lodewyk Mulder et Lindo fondent également ensemble, et poursuivent seuls pendant une longue période, le Nederlandsche Spectator (Le Spectateur Néerlandais), un hebdomadaire littéraire, toujours publié à La Haye, qui ne ressemble guère à son prototype anglais, et qui atteignit peut-être sa plus grande popularité et influence lorsque Vosmaer y contribua par une brillante lettre hebdomadaire sous le titre fantaisiste de Vlugmaren ("Martinets").
Lindo publie sous son propre nom ses écrits originaux sérieux en néerlandais, le principal étant De Opkomst en Ontwikkeling van het Engelsche Volk (The Rise and Development of the British People, 2 volumes, 1868-1874) - une histoire précieuse. En 1877-1879, Lodewyk Mulder publie une édition des écrits de Lindo en cinq volumes, qui a fait l'objet d'une réédition populaire depuis lors.

### Fin de vie et mort
Lindo est nommé inspecteur des écoles primaires dans la province de Hollande méridionale en 1865, poste qu'il occupe jusqu'à sa mort le 9 mars 1879 à La Haye.